# テラスハウス (テレビ番組)
『テラスハウス』（TERRACE HOUSE BOYS×GIRLS NEXT DOOR）は、2012年10月12日から2014年9月29日に、フジテレビ系列の「COOL TV」枠内で放送され、その後はネットフリックスやフジテレビオンデマンド（FOD）で配信されている日本のリアリティ番組シリーズである。通称『テラハ』。シリーズとして世界的に高い人気を誇っていたが、2020年で制作打ち切りとなった（詳細は後述）。
元々はトヨタ自動車がスポンサーに就いており、2014年3月までは同社による一社提供で放送されていたが、2014年4月からはトヨタを筆頭に複数社提供で放送されていた。一社提供時代は冒頭部分に「DRIVING YOU TO THE TERRACE HOUSE,TOYOTA」のロゴメッセージが表示されていた。
2015年には映画版が公開され、ネットフリックス配信の新シーズンも開始されたほか、当番組のスタッフによって製作されたスピンオフのテレビドラマ『トランジットガールズ』が土ドラ（2015年11 - 12月）で放映された（後述）。

## 概要
「台本がない」というコンセプトのもと、一つ屋根の下で複数の男女がシェアハウスする様子を記録したリアリティ番組。番組からは家と自動車（番組のスポンサーであるTOYOTA製）2台が用意されている（後述）。また共同生活でのルールは特に設けられておらず、退去は自己申告制である。
スタジオメンバーは当初オープニングのみの登場だったが、2013年3月からはVTRを見ながら随時コメントしていく形式となった。また副音声ではスタジオメンバーによるVTRの実況を聞くことができる。
2012年10月12日から2013年9月27日までは、毎週金曜の23:00 - 23:30（JST）に放送されていたが、2013年10月14日からは『クイズ・ソモサン・セッパ!』と放送枠を交換 する形式で、月曜23:00 - 23:30に移動。同時にメンバーが住んでいる家も引っ越した。
放送枠が月曜に移ってからは視聴率が上昇傾向にあり、2014年3月31日放送回では、番組最高視聴率9.1％、瞬間最高視聴率13.8％を記録し番組開始以来の最高視聴率を記録した。
2014年8月11日の番組エンディングにおいて、当番組は同年9月で終了することが発表され、同9月29日で終了したが、視聴者からの反響が大きく、続編を要望する声も多く上がったため、2015年2月14日公開で、映画版『テラスハウス クロージング・ドア』（東宝配給）が制作されることが決定した。
映画版には、テレビ版にも出演した菅谷哲也や島袋聖南の他に、2014年12月24日に会社員兼グラビアアイドルの松川佑依子が出演することが発表されたのを皮切りに、2015年1月になってからデザイナー志望の和泉真弥、Quick Japan編集者の小田部仁、バスケットボール選手志望の吉野圭佑も出演することが発表された。
2015年9月2日から、動画配信サイトネットフリックスで新シーズンが配信開始。タイトルは、「TERRACE HOUSE BOYS & GIRLS IN THE CITY」で、全18回配信。舞台は東京となり、スタジオキャストは登坂広臣以外が続投し、登坂の後任として望月歩が出演することになった。同年10月13日より、毎週火曜日0:55 - 1:25（月曜日深夜） にフジテレビほか一部系列局で同名番組の再編集版を放送開始。
2016年11月11日から、『TERRACE HOUSE ALOHA STATE』（テラスハウス アロハ ステート）がフジテレビオンデマンドとネットフリックスにて配信。11月29日（11月28日深夜）からフジテレビほかでも放送。このシリーズはハワイが舞台となり、シリーズ初の海外編となる。
2017年12月19日から、『TERRACE HOUSE OPENING NEW DOORS』（テラスハウス オープニング ニュー　ドアーズ）がネットフリックスにて、2018年1月16日からフジテレビオンデマンドにてそれぞれ配信。2018年1月23日からはフジテレビ（『ブレイクマンデー24』前半枠（0:25-0:55））ほか一部地域でも放送。このシリーズは軽井沢が舞台となる。
2019年5月14日から、東京を舞台とした『TERRACE HOUSE TOKYO 2019-2020』がネットフリックスにて配信。同年6月からはフジテレビオンデマンドにて、同年7月9日からはフジテレビ（『ブレイクマンデー24』前半枠（0:25-0:55））ほか一部地域でも放送された。

## 出演者の死去及び番組の打ち切り
2020年5月23日、当時キャストの一人だった木村花が死去したことを受けて5月26日の放送および配信の休止を発表した。死因は公表されていないが、この番組での言動に対するSNSの誹謗中傷を苦にして自殺を図ったものと見られており、この事態を受けて同月27日にフジテレビは、『TERRACE HOUSE TOKYO 2019-2020』の制作中止（打ち切り）を発表した。
日本政府もこの事件を受けて誹謗中傷の発信者の特定を容易にする制度や、侮辱罪の厳罰化などを検討し始め、2022年6月に侮辱罪に懲役刑を導入したり、法定刑の上限を引き上げる改正刑法が可決・成立した。

### コスチューム事件

#### 事件以前
事件以前の2019年9月、木村はフジテレビ「テラスハウス東京2019－2020」にて、メンバーとしてテラスハウスに新規入居した。その後、他の入居者も次々と入れ替わり、事件直前の入居者は新野俊幸や小林快、吉田夢など6名だった。ある日、同居者である新野の提案により、新野と吉田、小林と木村のカップル同士で京都旅行に行くことになった。その際、小林がほとんどお金を払わなかったことなどから木村は小林に対する不満が溜まっていた。

#### 事件
木村はプロレスの試合用コスチュームを洗濯していたが、洗濯機から取り出すのを忘れて出かけてしまい、その後小林が洗濯機にコスチュームが入っている事に気づかずに自分の洗濯物と一緒に洗濯と乾燥をしてしまった。乾燥を行ったコスチュームは縮んでしまい、着ることができなくなってしまった。
木村は小林を「一緒に住むんだったら人のこともっと考えて暮らせよ！限界だよ！自分のことしか考えて行動してないじゃん」、「自分はフラフラ過ごして分かんないよね、死にもの狂いで頑張ってお金稼いでいる人の気持ちなんて分かんないよね」、「一緒に生活する人を笑顔にできないやつがさ、これから先何百人のこと笑顔にできるわけ無いじゃん、舐めすぎだよ人のこと！」などと激しく叱責。その後木村は「ふざけた帽子被ってんじゃねぇよ！」と小林の帽子を投げ捨てて2階に上がっていった。木村が去った後、小林はコスチュームを弁償したいと語った。スタジオメンバーも「重いわ…」、「どうしましょう？」、「こんな気持ちになるんだっけ…」と沈んでいた。
こうした木村花の発言と行動について、『約10万円するそのコスチュームは東京ドームの試合で着用するなど木村にとって『命の次に大事』なものであった』ためと、その動機を勝手に推測して主張するマスコミが多い。だが、後日、木村花が知人に送ったLINEには、「コスチュームの件はスタッフにめっちゃ煽られた。『いいじゃん、あんな奴、ビンタぐらいしたらいいじゃん』って。盛り上げなきゃと思ったけど、プロレスラーとしてビンタはさすがにできないから、苦しまぎれで帽子をはたいたの。」と書かれており、コスチュームの件について、木村花が本気で怒っていたかどうかには疑問がある。また、こうしたやらせに対して「こんな番組はフィクションに決まっているので、騙された視聴者が悪い」と、視聴者に責任転嫁をして、番組側の責任を否定する意見もあるが、同番組には、フィクションであるという但し書きはなく、脚本がないことを売り文句にし、本当の事のように誤解を与える演出を多用していた。また、フジテレビは、過去の同番組の出演者によっても、存在を裏付ける証言が多数あるやらせ・指示・強要さえ否定している。上記は第38話「Case of The Costume Incident」として2020年3月31日にNetflixで配信、5月18日にテレビ放映された。

#### その後
翌日、小林は木村に改めて謝罪し弁償したい旨を伝えた。木村は「元には戻せないからしょうがない」とコスチューム代金はいらないと返答。その日に小林は明日テラスハウスから卒業することをメンバーに伝えた。スタジオメンバーである山里亮太はこの卒業劇に対して問題をすばやく鎮火させた小林に対しては残念がりつつも「素晴らしい消火活動」と称賛。木村に対しては「完全なる被害者みたいな感じで立ち居振る舞い続けるのもあんまり気持ちよくは見てないな」と意見した。
また山里は、この事件までは、木村花の行為を擁護することが多かったが、事件前のインタビューにおいて、同番組におけるネットでの感想について、「ネット上で噛み付くのをちょっと待ってほしい。もっと住民を褒めて、慰めて、応援して、あなたが正しいと言って泳がせて……熟成させて……最後の最後に調子に乗りまくって妄言をはきまくっている中で、僕と一緒に噛みついてほしい（笑）。」と語っている。
この山里や制作の暴走については、コスチューム事件が配信される前から指摘されており、芸能界屈指の“テラスハウスファン”を自称するニューヨークの屋敷裕政は、2月23日にYouTubeで配信された「ニューヨークのニューラジオ」内で、「今まで山里の過激なコメントを中和させる役割を担っていた徳井義実が（自身の不祥事で）不在になったことで、山里のテラハメンバーへのイジりコメントが目立つようになってしまい、それに流されてスタジオメンバーも暴走している」と言及し、続けて「（テラハメンバーが）ボロクソに言われすぎて弱いものイジメっぽく見える瞬間もある。」「ボロクソ言わそうとして編集で（テラハメンバーが）悪く写るようにされている。」と番組の問題点を指摘、「このままだと本当にテラスハウスが終わってしまう」と危惧していた。
5月14日、事件の後日談がテラスハウスのYouTubeチャンネルで公開された。
後日談によればその後この事件に触れるものはおらず、ハウス内では無かったことになっている「もやもや」とした雰囲気だったという。前述の通り木村はコスチューム代金はいらないと言っていたが吉田が聞いたところによれば木村は「いいよって言っても普通返すじゃん」と言っていたという。木村はこの件は100%小林が悪いと思っていると語った。小林は木村からの電話に出ずLINEも未読無視だった。にもかかわらずInstagramのストーリーは更新していたり新野と飲みに行く約束をしていた。それに対し木村は前述の縮んでしまったコスチュームが着られなくなったため前のコスチュームを着なければならなくなった。この差に対して悔しくて怒っているし悲しいと涙ながらに語った。
2020年1月配信の第31話から木村に対するアンチは増え始めていたがこの事件により批判が激化。母親の響子のTwitterにも批判が波及するようになっていた。

#### 名誉回復

##### やらせに関する証言
母親の木村響子が、週刊文春の取材に応じ、テラスハウスの炎上シーンを巡って、木村がスタッフから指示を受けていたと証言した。木村のスマートフォンには、木村響子の証言通り、「やらせ」を裏付けるLINEのメッセージが多数残されていた。
木村が母や友人に語っていた「やらせ」は、「テラハに出た当初からプロレスラーらしく振舞えって……。1のことを100にして盛り上げて欲しいって言われて。コスチュームの件はスタッフにめっちゃ煽られた。『いいじゃん、あんな奴、ビンタぐらいしたらいいじゃん』って。盛り上げなきゃと思ったけど、プロレスラーとしてビンタはさすがにできないから、苦しまぎれで帽子をはたいたの。スタッフは信用できないよ」という内容であり、友人に送ったLINEでも、「自分の仕事道具壊されて、スタッフにカメラの前でキレろって言われて」と送信している。
木村響子は、「このままだと花の死が『暴力的な女子が男性に乱暴を働き、SNSの批判を苦にして自殺した』というストーリーで片付けられてしまう。真相は全然違うんです。彼女はスタッフの指示通り、ヒール役に徹しただけ。せめて花の名誉を回復してあげたい」としている。
7月3日までに、共演者の小林快が所属事務所を退所していたことも分かっている。小林は週刊文春の取材に応じ、木村が死去する8日前(5月15日)にコスチューム事件について木村から電話で真相を明かされていたと証言した。「番組ADが僕に軽いノリで『トランポリンするだけじゃあ面白くないから』ってささやいてきた。それから『オッパイとか触ったら』と指示されたのです。『それは違うでしょ』と断ったけど、こういう無茶ぶりは日常茶飯事。スタッフが求めているのは恋愛とハプニング。そしてSNSでの炎上を狙っていた」と小林にもやらせの指示があったと話している。
小林は週刊文春発売後の7月10日にInstagramとブログを更新し、事件後の木村とのやり取りについて詳しく述べた。木村の死去2週間前に電話で話したという。それ以前から電話があったが、「でも電話をくれたあの時、正直自分は悩んでた、というよりかは病んでた。周りが見えなくなり、生きている人全員を疑うようなマインドセットになっちゃってた」ために木村は電話を取れなかった。コスチューム事件について木村から謝罪を受け、木村が放った言葉が本心からでは無かったことが分かったことが嬉しく、また二人で食事をしたり遊んだりしようとも話した。しかし、木村が誹謗中傷に傷ついて自傷行為を繰り返していることも知り、心を痛めていたと綴っている。「今は日本でもっとメンタルヘルスの鬱のケア、誹謗中傷問題などの大切さをわかってもらえることだと思った」「もう誰にも自分の状況と一緒になってほしくないのが、はなの一番の思いだと思う」とその思いを訴えている。

##### フジテレビ・BPOの対応
7月3日、フジテレビが定例会見で「フジの制作側がスケジュールや演出を含む撮影方針に従わせる誓約書を出演者側と交わしていた」ことを明らかにした。誓約書には「スケジュールや撮影方針（演出、編集を含む）に関して、全て指示・決定に従う」との項目があり、誓約内容に違反して制作に影響が出た場合『出演者側が1話分の制作費を最低額とする損害賠償を負う』内容も盛り込まれていた。これについてフジは「無理強いなどはない」「感情表現をねじ曲げるような指示はしていない」とし、「演出とは段取りなどのことで、スタッフの言うことを全て聞かなければならないということではない」と強調した。
しかしながら、東京スポーツ紙は、ある芸能プロ関係者の話として、「いくらスタッフの言うことをすべて聞かなくていいと言っても、損害賠償をチラつかせられれば、従わざるを得ず、事実上の無理強いと判断されても仕方がない。そもそも、番組の生みの親でチーフプロデューサーの太田大氏は『台本も指示も一切ない』と言っていたはず。番組側も演出なしをうたい文句にしていたのに、実際には撮影方針という名の演出があったならば、事実上のヤラセではないか」と論じて非難している。
2021年3月30日、BPOの放送人権委員会は木村の母親による「娘は番組の過剰な演出によって凶暴な女性のように描かれ、みずからの命を絶った」との申立てについて「放送を行う決定過程で出演者の精神的な健康状態に対する配慮に欠けていた点で放送倫理上の問題があった」とする見解を公表した。その一方、人権侵害は認められないとしている。同年4月3日放送のフジテレビの自己検証番組「週刊フジテレビ批評」で「ザ・ノンフィクション」「情熱大陸」を手がける元社員でドキュメンタリー監督の大島新は、「Netflixでの先行配信のあとSNS上で誹謗中傷を受けて花さんが自傷行為を行った。そのことを知った時点で放送は見送るべきだった」としてBPOの見解はフジテレビに甘かったと述べている。「制作側が場所をしつらえて撮影している。出演している方は制作側の意図や期待にこたえようとすると思う。ドラマのような台本がないにしても、そういう空気になっていって、より言動が過激になっていったりドラマチックになる傾向がある。それによってSNSも白熱してしまう」とリアリティ番組の構造の危うさにも言及している。

#### NPO法人の設立
母親の木村響子は、2021年3月30日の記者会見でインターネット上の誹謗中傷やプライバシー侵害などの根絶を目指すNPO法人「Remember HANA（リメンバー ハナ）」の設立を発表し、「法律改正なども少しずつ進んでいますが、その中でもSNSでは毎日のようにネットリンチが行われているような状態で、全然景色が変わっていない。何をしても花が帰ってくるわけではないんですけど、せめて花のために何かできることがあるのではないか、（誹謗中傷の）加害者も被害者も減らすためにできることがあるのではないかと思った」と設立の理由を語った。代表理事となる予定であるという。活動内容としては、全国の小中学校、高校、大学などでSNSの利用方法について授業をしたり、インターネット上の誹謗中傷をなくすための法改正の働きかけや、相談窓口の周知に向けた活動などをしていくという。

#### 誹謗中傷への法的措置
母親の木村響子は、木村への誹謗中傷をした投稿者のうち、特に悪質なツイートを行った者についてツイッター社などに投稿者の情報開示を請求している。しかしアメリカには侮辱罪に当たる概念がないため、ツイッター社は日本の警察の捜査には非協力的であったという。

##### 刑事処分
侮辱罪での公訴時効は1年である。2021年3月30日、東京区検は大阪府の男性を略式起訴した。木村響子はこの人物が反省して謝罪の連絡をしてきたこともあり、告訴するかどうかを思い悩んだとnoteに綴っている。しかし、形として罪を償ってほしいため、このようなかたちになったという。なお、この人物については民事で損害賠償請求を行うことはしないとしている。
4月5日、警視庁は福井県の男性を悪質な書き込みを繰り返したとして書類送検した。任意の調べに対し容疑を認め、「申し訳ないことをした」などと話しているという。木村響子は「悪質なアカウントの全てではないのが残念ですが、時効が迫る中で動いてくださった各機関の皆様には感謝いたします。無責任な書き込みで追いつめられてしまうことがないよう、SNS事業者の協力、そして長期間にわたりログを保存する必要性を痛感しています」とコメントを出した。
2件とも東京簡裁は科料9,000円の略式命令を出した。侮辱罪の法定刑は30日未満の拘留または1万円未満の科料で軽犯罪法違反と同じであるため、捜査関係者からも「時代に合っていない。匿名の中傷は罰則強化が必要だ」との声が上がっている。
この件を受けて2022年7月7日に改正刑法が施行され、侮辱罪の法定刑に「1年以下の懲役・禁錮または30万円以下の罰金」が加えられ、公訴時効は1年から3年に延長された。

##### 損害賠償請求訴訟
投稿者を特定して賠償を訴える訴訟としては初めてとなる裁判の第1回口頭弁論が、2021年3月22日に東京地方裁判所で行われた。木村が死去した後もTwitterに「あんたの死でみんな幸せになったよ、ありがとう」「お前の自殺のせいで（番組が）中止。最後まで迷惑かけて何様？地獄に落ちなよ」などと投稿し遺族の心情を傷つけたとして長野県の男性に対し約294万円の損害賠償を求めるもので、被告側は答弁書を提出せず出席もしなかった。弁論後に木村響子は東京都内で記者会見を行い、「花の死後もネット上では誹謗中傷が繰り返されており、抑止力になればと思った」と提訴の理由を説明した。「裁判ですら来ない、連絡すらないということで、私の理解を超えた。自分の犯した罪からは絶対に逃げきれない。花に対してしたこと、本当に向き合って考えて欲しいです」と欠席した被告について話している。
フラクタル法律事務所代表の弁護士・田村勇人は「出廷してマスコミにさらされて匿名性を暴かれるより294万円払った方が良い」と被告側が判断したと見て、今後は同種の裁判での慰謝料増額によりこのような戦略が許されない方向への変化を望むとコメントしている。また明星大学准教授で臨床心理士の藤井靖は「大きな悲しみの中で、さらなる負担を引き受けてこのような行動を取られていることに、頭の下がる思いだ」と母親について話し、「加害者の多くは何の気なしに『これぐらい言ってもいいでしょ』と思って書いているし、『言われて当たり前』と考えている人もいる。一方で、被害者が受ける気持ちのインパクトは、加害者が思っている何倍ものダメージになることがほとんど。加害者の男性が裁判に来ていないということは、被害者に対する想像力、労る気持ちがないことと同義だろう。賠償はお金の問題だが、被害者の気持ちを理解する姿勢や意志がないようにみえるのは大きな問題だ」と欠席した加害者の責任意識の欠如を指摘している。
5月19日、東京地裁は被告の男性に対し「原告の主張する請求原因を自白したものとみなす」として129万2000円の支払いを命じる判決を出した。内訳は遺族に生じた精神的苦痛に対する慰謝料50万円、弁護士費用5万円、Twitter社などに対する開示請求訴訟で要した74万2000円であるという。被告は出廷・答弁書の提出もせず、4月21日に結審していた。原告の木村響子は都内で会見し、「自分の主張が正しいと思い、ゆがんだ正義感で批判という名の中傷をしてしまっている人が多い。判例を残すことで、批判と中傷の境目を分かりやすくしたい」と語った。他の複数の中傷投稿についても情報開示や損害賠償請求の手続きを進めているが、投稿者を特定する段階であり、また現在の木村響子に対して「（花さんを）助けられなくて親失格だ」「娘の名前で金もうけをしている」などと中傷する投稿は絶えないといい、2021年9月には木村響子を中傷したとして東京都内の40代男性が侮辱容疑で書類送検されており、2022年4月には別の東京都内の40代男性が名誉毀損容疑で書類送検されている。
2021年9月15日、侮辱罪で略式命令を受けた福井県の男性が8月5日付で提訴されていたことが報じられた。
2022年12月6日、テラスハウスの制作会社であるフジテレビ、E&W、イースト・ファクトリーの3社を相手取り、出演者の心身の配慮や誹謗中傷への対策を怠ったとして約1億4200万円の損害賠償を提訴した。訴状ではスタジオキャストが、木村花に対して否定的な言動を繰り返して炎上を煽っていた構造も問題視した。
2023年6月22日、木村響子がツイッターに木村を中傷する投稿をしたとして、2021年8月に大阪府内の女性ら一家4人に対し損害賠償を求める裁判を起こした際、証拠とした画像が捏造とみられるものであったことが訴えられた女性側の代理人弁護士の調べで判明し、女性側から「捏造された画像に基づいて不当に提訴された」として880万円の損害賠償を請求される反訴をされていたことが読売新聞によって報じられた。報道によると、木村響子側は投稿画像を基に東京地裁に投稿者開示請求を行いIPアドレスの開示を受け、更にプロバイダー側に氏名や住所の開示を請求した上で女性ら一家が投稿者であると断定し訴訟に踏み切った。しかし女性側はこれを否定し代理人弁護士が調べたところ、画像には通常表示される投稿日時が無かった上、投降したアカウントは非公開で僅か2回しか投稿していないこと（一般的に著名人の誹謗中傷を行う投稿者は積極的な情報発信を行う傾向にある）ことから、女性側は画像は捏造されたものであると主張。木村響子側は代理人弁護士と協議の上、訴訟を取り下げ弁護士費用を負担する意向を示したが、条件が折り合わなかったという。木村響子の代理人弁護士は「中傷の投稿はすぐにツイッターから消去されることが多く、ネット上で誰かが保存した画像を証拠とするしかなかった」と話した一方、女性側は「提訴された当初は家族の中で誰が投稿したのかと疑わざるを得なかった。平穏な生活を送る権利を侵害された」と訴えている。読売新聞によるとネットでSNS投稿を捏造する事例は相次いでおり、他人のSNS画面で不適切な内容を投稿したかのように文章を書き換え画像を捏造するのは難しくなく、作り方を指南するサイトもあるといい、画像から捏造した人物を特定するのは困難だとされている。ITジャーナリストの三上洋は「ネット上の情報や画像を安易に信用せず、元の投稿が本当に存在するかどうか慎重に見極め、虚偽情報の拡散に加担しないよう注意してほしい」と指摘し、対策について「悪質な捏造やなりすましには、警察が積極的に捜査して厳重に処罰することが必要。問題のあるアカウントに対し、SNS事業者が使用を停止する対策の強化も効果的だ」としている。

## セット

### 家
- 初代：2SLDK・床面積306.67m2、オーシャンビューのテラス付き[69]（番組開始 - 2013年9月） - 神奈川県鎌倉市にある家。
- 2代目：3LDK・専有面積337.95m2、オーシャンビューのテラス付き[70]（2013年10月 - 2014年9月）
- 3代目：４SLDK・床面積549.53m2、プール付きの戸建て[71]（2015年9月 - ）

### 自動車
- トヨタ・エスティマ（番組開始 - 2012年12月）
- トヨタ・FJクルーザー（番組開始 - 2013年9月）
- トヨタ・プリウスPHV（2013年1月 - 2013年11月）
- トヨタ・アクアS（2013年10月 - ）
- トヨタ・カローラフィールダーHYBRID G（2013年11月 - 2014年9月）

## 出演者

### スタジオキャスト
現在
- YOU（2012年10月12日 - 2020年5月）
- トリンドル玲奈（2013年1月11日 - 2020年5月）
- 山里亮太（南海キャンディーズ、2013年4月12日 - 2020年5月）[注 8][注 9]
- 馬場園梓（アジアン、2013年4月12日 - 2020年5月）[注 8]
- 葉山奨之（2018年1月23日 - 2020年5月）

過去
- 登坂広臣（三代目J Soul Brothers、2013年4月12日 - 2014年9月29日）[注 8]
- 望月歩（2015年9月2日[注 10] - 2016年1月26日[注 10]）[9][72]
- 健太郎（2016年2月[注 10] - 2017年9月26日）[72]
- 徳井義実（チュートリアル、2013年4月12日 - 2019年10月）[注 8]

### VTRキャスト

#### 制作中止決定時まで出演したキャスト
| 通番 | 名前                     | 職業                   | 入居開始時期 |
| ---- | ------------------------ | ---------------------- | ------------ |
| 1    | 新野俊幸                 | 会社経営               | 2019年12月   |
| 2    | 鈴木志遠                 | 立教大学4年生・モデル  | 2019年12月   |
| 3    | 金尾玲生                 | プロサーファー・実業家 | 2020年1月    |
| 4    | 木村花                   | プロレスラー           | 2019年9月    |
| 5    | 吉田夢                   | 会社員・グラビアモデル | 2019年12月   |
| 6    | ロン・モンロウ（竜夢柔） | モデル・歌手           | 2020年2月    |

#### BOYS×GIRLS NEXT DOOR (2012–2014)
| 通番 | 名前                 | 職業                                                                            | 出演日程                                                                         | 退去後の出演 | 愛称                   |
| ---- | -------------------- | ------------------------------------------------------------------------------- | -------------------------------------------------------------------------------- | --- | ---------------------- |
| 1    | 菅谷哲也             | 消防士志望→俳優志望                                                             | 2012年10月12日 - 2014年9月29日                                                   | | てっちゃん、てつ       |
| 2    | 島袋聖南             | モデル→無職→アルバイト                                                          | 2012年10月12日 - 2013年5月3日、5月10日、6月28日、7月5日、2014年1月27日 - 9月29日 | | 聖南さん               |
| 3    | 北原里英             | アイドル（出演当時AKB48）                                                       | 2012年10月12日 - 12月28日                                                        | 2014年3月17日・7月14日・9月29日 | りっちゃん             |
| 4    | 湯川正人             | プロサーファー                                                                  | 2012年10月12日 - 12月28日                                                        | 2013年2月8日・2月15日・4月26日・5月3日・6月28日・8月16日・11月25日 2014年2月17日・2月24日・3月3日・3月10日・4月21日・4月28日・5月12日・5月19日・5月26日・6月2日・6月23日・9月29日 | まーくん               |
| 5    | 中津川翔太           | 東京藝術大学4年生→芸術家→DJ                                                     | 2012年10月12日 - 2013年1月18日                                                   | 2013年2月1日・3月22日 2014年9月29日 | 翔くん                 |
| 6    | 竹内桃子             | 作家志望                                                                        | 2012年10月12日 - 2013年3月29日                                                   | 2013年5月31日・6月28日・7月5日 2014年3月17日・7月14日・9月29日 | 桃ちゃん               |
| 7    | 今井華               | ギャルモデル→モデル                                                             | 2013年1月11日 - 7月5日                                                           | 2013年8月9日・8月16日・8月30日・9月6日・12月9日 2014年2月10日・2月17日・3月3日・3月10日・3月17日・9月29日                                                                         | 華ちゃん               |
| 8    | 岩永徹也             | 薬剤師                                                                          | 2013年2月22日 - 7月5日                                                           | 2014年9月29日 | 王子                   |
| 9    | 近藤あや             | 駒澤大学4年生 →タレント                                                         | 2013年4月19日 - 7月5日                                                           | 2013年8月2日・8月23日・9月20日 2014年9月29日 | あやちゃん             |
| 10   | 武智ミドリ           | フリーター→モデル                                                               | 2013年7月12日 - 9月27日                                                          | 2013年12月23日 2014年9月29日 | みー                   |
| 11   | 宮城大樹             | キックボクサー→インストラクター→保育士志望→アルバイト→元キックボクサー→俳優志望 | 2013年1月25日 - 12月23日                                                         | 2014年2月10日・2月17日・8月25日・9月15日・9月29日 | 大樹くん               |
| 12   | 筧美和子             | グラビアアイドル                                                                | 2013年5月3日 - 12月23日                                                          | 2014年2月10日・9月29日 | みーこ                 |
| 13   | 住岡梨奈             | ミュージシャン                                                                  | 2013年7月12日 - 2014年1月27日                                                    | 2014年9月29日 | りなてぃ               |
| 14   | 今井洋介             | 写真家                                                                          | 2013年7月12日 - 2014年3月31日                                                    | 2014年8月4日・8月18日・8月25日 | ようさん               |
| 15   | 永谷真絵             | ミュージシャン                                                                  | 2013年10月14日 - 2014年3月31日                                                   | 2014年9月29日 | まいまい               |
| 16   | 小貫智恵             | 成城大学4年生 →社会人                                                           | 2014年1月13日 - 3月31日                                                          | 2014年9月29日 | ちえちゃん、ちーちゃん |
| 17   | 島一平               | お笑い芸人                                                                      | 2014年1月13日 - 7月14日                                                          | 2014年9月29日 | 一平ちゃん             |
| 18   | フランセス・スィーヒ | 画家                                                                            | 2014年4月14日 - 7月14日                                                          | 2014年9月29日 | フランキー             |
| 19   | 平澤遼子             | 会社員                                                                          | 2014年4月14日 - 9月29日                                                          | | りょうちゃん           |
| 20   | 保田賢也             | 水球日本代表                                                                    | 2014年4月14日 - 9月29日                                                          | | けんけん               |
| 21   | 山中美智子           | 会社経営・デザイナー                                                            | 2014年7月21日 - 9月29日                                                          | | みっちゃん             |
| 22   | 伊東大輝             | ウィンドサーファー                                                              | 2014年7月21日 - 9月29日                                                          | | だいき                 |

#### BOYS & GIRLS IN THE CITY (2015–2016)
| 通番 | 名前               | 職業                         | 出演期間              | 愛称         |
| ---- | ------------------ | ---------------------------- | --------------------- | ------------ |
| 1    | 長谷川慎           | 明治学院大学4年生            | 1st WEEK - 11th WEEK  | まこっちゃん |
| 2    | 早田悠里子         | 帝京大学医学部4年生          | 1st WEEK - 13th WEEK  | ゆりこ       |
| 3    | 安達雄基           | タップダンサー               | 1st WEEK - 17th WEEK  | ゆうき       |
| 4    | 信太美月           | 会社員                       | 1st WEEK - 17th WEEK  | みづき       |
| 5    | 中田みのり         | モデル                       | 1st WEEK - 24th WEEK  | みのり       |
| 6    | 内原達也           | 美容師                       | 1st WEEK - 24th WEEK  | うっちー     |
| 7    | 大畑ありさ         | 帽子デザイナー               | 13th WEEK - 28th WEEK | ありさ       |
| 8    | 太田光る           | モデル・大工                 | 19th WEEK - 32nd WEEK | ひかる       |
| 9    | 斎藤夏美           | モデル・女優志望             | 19th WEEK - 32nd WEEK | なっちゃん   |
| 10   | 半田悠人           | 東京藝術大学4年生→建築家志望 | 24th WEEK - 35th WEEK | 半さん       |
| 11   | 光永百花           | バレリーナ                   | 32nd WEEK - 39th WEEK | もも         |
| 12   | ビタラフ・アルマン | 消防士志望                   | 11th WEEK - 46th WEEK | アーマン     |
| 13   | 田森美咲           | タレント・アルバイト         | 24th WEEK - 46th WEEK | みさき       |
| 14   | 永井理子           | 通信制高校4年生              | 28th WEEK - 46th WEEK | りこぴん     |
| 15   | 寺島速人           | シェフ見習い                 | 32nd WEEK - 46th WEEK | はやと       |
| 16   | バーンズ勇気       | ダンサー                     | 35th WEEK - 46th WEEK | ゆうき       |
| 17   | 遠藤政子           | モデル・保育士志望→保育士    | 39th WEEK - 46th WEEK | マーサ       |

#### ALOHA STATE (2016–2017)
| 通番 | 名前                     | 職業                 | 出演期間              |
| ---- | ------------------------ | -------------------- | --------------------- |
| 1    | 鮎澤悠介                 | ウクレレアーティスト | 1st WEEK - 10th WEEK  |
| 2    | フランク奈緒美ロレイン   | アルバイト           | 1st WEEK - 10th WEEK  |
| 3    | エリック・デ・メンドンサ | 家具職人             | 1st WEEK - 12th WEEK  |
| 4    | ローレン・サイ           | 画家志望・モデル     | 1st WEEK - 17th WEEK  |
| 5    | 澁澤侑哉                 | 俳優志望             | 1st WEEK - 22nd WEEK  |
| 6    | エビアン・クー           | ショップ店員         | 1st WEEK - 22nd WEEK  |
| 7    | 羽石杏奈                 | アルバイト           | 10th WEEK - 25th WEEK |
| 8    | 佐藤魁                   | プロサーファー       | 12th WEEK - 30th WEEK |
| 9    | 丹羽仁希                 | 大妻女子大学2年生    | 17th WEEK - 25th WEEK |
| 10   | 長谷川ジェニファー・ミラ | 未定                 | 25th WEEK - 30th WEEK |
| 11   | 玉城大志                 | 俳優                 | 11th WEEK - 36th WEEK |
| 12   | 中嶋ウェスリー           | ラッパー             | 22nd WEEK - 36th WEEK |
| 13   | シェリーマリア澄川ラボエ | 会社員               | 22nd WEEK - 36th WEEK |
| 14   | 福山智可子               | アルバイト           | 26th WEEK - 36th WEEK |
| 15   | 関川良                   | 会社員               | 31st WEEK - 36th WEEK |
| 16   | 新田満理子               | 銀行員               | 31st WEEK - 36th WEEK |

#### OPENING NEW DOORS (2017–2018)
| 通番 | 名前       | 職業                  | 入居期間                | 愛称       |
| ---- | ---------- | --------------------- | ----------------------- | ---------- |
| 1    | 新井雄大   | 料理人志望            | 2017年10月 - 2017年12月 |            |
| 2    | 治田みずき | フリーライター・通訳  | 2017年10月 - 2017年12月 |            |
| 3    | 小室安未   | 明治学院大学3年生     | 2017年10月 - 2018年2月  |            |
| 4    | 岡本至恩   | モデル                | 2017年10月 - 2018年4月  | しおん     |
| 5    | 佐藤つば冴 | アイスホッケー選手    | 2017年10月 - 2018年4月  | つばさ     |
| 6    | 小瀬田麻由 | グラビアアイドル      | 2018年2月 - 2018年5月   | まゆ       |
| 7    | 上村翔平   | ミュージシャン        | 2017年12月 - 2018年5月  | しょうへい |
| 8    | 中村貴之   | プロスノーボーダー    | 2017年10月 - 2018年7月  | 寮長       |
| 9    | 石倉ノア   | パイロット志望        | 2018年4月 - 2018年7月   | ノア       |
| 10   | 島袋聖南   | モデル                | 2017年12月 - 2018年7月  | 聖南さん   |
| 11   | 池添俊亮   | ヘアメイク志望        | 2018年5月 - 2018年8月   |            |
| 12   | 又来綾     | 跡見学園女子大学3年生 | 2018年5月 - 2018年8月   | あや       |
| 13   | 河野聡太   | 会社員                | 2018年8月 - 2018年10月  | そうたくん |
| 14   | 田中優衣   | 長野大学4年生         | 2018年4月 - 2018年12月  | ゆい       |
| 15   | 中田海斗   | プロスケーター        | 2018年8月 - 2018年12月  | かいと     |
| 16   | 木佐貫まや | 文化服装学院1年生     | 2018年8月 - 2018年12月  | まや       |
| 17   | 谷川利沙子 | モデル                | 2018年9月 - 2018年12月  | りっちゃん |
| 18   | 福田愛大   | 元プロサッカー選手    | 2018年9月 - 2018年12月  | あいお     |
| 19   | 和田理生   | ベーシスト            | 2018年10月 - 2018年12月 | まさおさん |

#### TOKYO 2019–2020
| 通番 | 名前                       | 職業                     | 入居期間                | 愛称   |
| ---- | -------------------------- | ------------------------ | ----------------------- | ------ |
| 1    | 吉原健司                   | ミュージシャン           | 2019年4月 - 2019年7月   | KENNY  |
| 2    | 田辺莉咲子                 | フィットネストレーナー   | 2019年4月 - 2019年7月   |        |
| 3    | 松㟢翔平                   | 俳優                     | 2019年4月 - 2019年8月   |        |
| 4    | 渡邉香織                   | イラストレーター         | 2019年4月 - 2019年9月   |        |
| 5    | 西野入流佳                 | アルバイト               | 2019年4月 - 2019年10月  |        |
| 6    | 奥山春花                   | 女優                     | 2019年4月 - 2019年10月  |        |
| 7    | デュラト・ジュゼッペ       | 漫画家                   | 2019年7月 - 2019年10月  | ペッペ |
| 8    | 田渡凌                     | プロバスケットボール選手 | 2019年8月 - 2019年11月  |        |
| 9    | 水越愛華                   | 桜美林大学4年生          | 2019年8月 - 2019年12月  |        |
| 10   | トパス・ジョンキンバルー   | 会社員                   | 2019年10月 - 2019年12月 |        |
| 11   | 小林快                     | コメディアン志望         | 2019年10月 - 2020年1月  |        |
| 12   | ラズドゥミナ・ヴィオレッタ | モデル                   | 2019年10月 - 2020年2月  | ビビ   |

## 放送リスト

### レギュラー放送
表中のseason分けは、2013年10月2日放送の特別編『THE HISTORY OF TERRACE HOUSE 365日の記録 全て見せますSP』および公式本「TERRACE HOUSE INSIDE」での分類に倣う。

#### 特別編
第6回以外はいずれもフジテレビ（関東ローカル）の放送。
| 回 | 放送日時                                                    | サブタイトル                                            | 備考 |
| -- | ----------------------------------------------------------- | ------------------------------------------------------- | --- |
| 1  | 2013年1月9日 2:05 - 4:00（8日深夜）                         | テラスハウス特別編 恋のすべて                           | 第12回までをまとめた総集編。 |
| 2  | 2013年3月10日 3:30 - 4:30（9日深夜）                        | テラスハウス特別編                                      | トリンドルと山里がMCを務め、島袋と湯川の恋の行方、今井華と宮城の恋の行方をダイジェストで放送。 |
| 3  | 2013年4月2日 2:00 - 3:30（1日深夜）                         | テラスハウス傑作選                                      | 山里が選ぶ名シーンベスト10と宮城・今井華・島袋・岩永・竹内・菅谷が選ぶベストシーンを放送。 |
| 4  | 2013年9月17日 2:45 - 3:45（16日深夜）                       | テラスハウス特別編 宮城大樹23歳の夏                     | 宮城がくも膜嚢胞と診断されてキックボクシングを引退するまでをダイジェストで放送。 |
| 5  | 2013年10月3日 1:03 - 2:03（2日深夜）                        | THE HISTORY OF TERRACE HOUSE 365日の記録 全て見せますSP | YOU・トリンドル・徳井とともに、テラスハウスの1年間を振り返る。2代目テラスハウスの一部や女子新メンバー（永谷）のテラスハウス入居前の様子も披露された。MCは渡辺和洋・竹内友佳（ともにフジテレビアナウンサー）。 |
| 6  | 2015年2月10日 - 13日 いずれも0:10 - 0:35 （9日 - 12日深夜） | テラスハウス、カムバック…映画公開記念4夜連続SP!         | 全国ネットによる放送。 |
| 7  | 2015年12月13日 2:10 - 3:10（12日深夜）                      | テラスハウス特別編今井洋介と暮らした267日               | 11月23日に逝去した今井洋介が過ごした267日間を追悼企画として放送。 |

### ネット配信

#### Season 1 - 8
| 放送対象地域   | 放送局                   | 系列                          | 放送日時                                | ネット状況 |
| -------------- | ------------------------ | ----------------------------- | --------------------------------------- | ---------- |
| 関東広域圏     | フジテレビ (CX)          | フジテレビ系列                | 金曜 23:00 - 23:30 ↓ 月曜 23:00 - 23:30 | 制作局     |
| 北海道         | 北海道文化放送 (uhb)     | フジテレビ系列                | 金曜 23:00 - 23:30 ↓ 月曜 23:00 - 23:30 | 同時ネット |
| 岩手県         | 岩手めんこいテレビ (mit) | フジテレビ系列                | 金曜 23:00 - 23:30 ↓ 月曜 23:00 - 23:30 | 同時ネット |
| 宮城県         | 仙台放送 (OX)            | フジテレビ系列                | 金曜 23:00 - 23:30 ↓ 月曜 23:00 - 23:30 | 同時ネット |
| 秋田県         | 秋田テレビ (AKT)         | フジテレビ系列                | 金曜 23:00 - 23:30 ↓ 月曜 23:00 - 23:30 | 同時ネット |
| 山形県         | さくらんぼテレビ (SAY)   | フジテレビ系列                | 金曜 23:00 - 23:30 ↓ 月曜 23:00 - 23:30 | 同時ネット |
| 福島県         | 福島テレビ (FTV)         | フジテレビ系列                | 金曜 23:00 - 23:30 ↓ 月曜 23:00 - 23:30 | 同時ネット |
| 新潟県         | 新潟総合テレビ (NST)     | フジテレビ系列                | 金曜 23:00 - 23:30 ↓ 月曜 23:00 - 23:30 | 同時ネット |
| 長野県         | 長野放送 (NBS)           | フジテレビ系列                | 金曜 23:00 - 23:30 ↓ 月曜 23:00 - 23:30 | 同時ネット |
| 静岡県         | テレビ静岡 (SUT)         | フジテレビ系列                | 金曜 23:00 - 23:30 ↓ 月曜 23:00 - 23:30 | 同時ネット |
| 富山県         | 富山テレビ (BBT)         | フジテレビ系列                | 金曜 23:00 - 23:30 ↓ 月曜 23:00 - 23:30 | 同時ネット |
| 石川県         | 石川テレビ (ITC)         | フジテレビ系列                | 金曜 23:00 - 23:30 ↓ 月曜 23:00 - 23:30 | 同時ネット |
| 福井県         | 福井テレビ (FTB)         | フジテレビ系列                | 金曜 23:00 - 23:30 ↓ 月曜 23:00 - 23:30 | 同時ネット |
| 中京広域圏     | 東海テレビ (THK)         | フジテレビ系列                | 金曜 23:00 - 23:30 ↓ 月曜 23:00 - 23:30 | 同時ネット |
| 近畿広域圏     | 関西テレビ (KTV)         | フジテレビ系列                | 金曜 23:00 - 23:30 ↓ 月曜 23:00 - 23:30 | 同時ネット |
| 島根県・鳥取県 | 山陰中央テレビ (TSK)     | フジテレビ系列                | 金曜 23:00 - 23:30 ↓ 月曜 23:00 - 23:30 | 同時ネット |
| 岡山県・香川県 | 岡山放送 (OHK)           | フジテレビ系列                | 金曜 23:00 - 23:30 ↓ 月曜 23:00 - 23:30 | 同時ネット |
| 広島県         | テレビ新広島 (TSS)       | フジテレビ系列                | 金曜 23:00 - 23:30 ↓ 月曜 23:00 - 23:30 | 同時ネット |
| 愛媛県         | テレビ愛媛 (EBC)         | フジテレビ系列                | 金曜 23:00 - 23:30 ↓ 月曜 23:00 - 23:30 | 同時ネット |
| 高知県         | 高知さんさんテレビ (KSS) | フジテレビ系列                | 金曜 23:00 - 23:30 ↓ 月曜 23:00 - 23:30 | 同時ネット |
| 福岡県         | テレビ西日本 (TNC)       | フジテレビ系列                | 金曜 23:00 - 23:30 ↓ 月曜 23:00 - 23:30 | 同時ネット |
| 佐賀県         | サガテレビ (STS)         | フジテレビ系列                | 金曜 23:00 - 23:30 ↓ 月曜 23:00 - 23:30 | 同時ネット |
| 長崎県         | テレビ長崎 (KTN)         | フジテレビ系列                | 金曜 23:00 - 23:30 ↓ 月曜 23:00 - 23:30 | 同時ネット |
| 熊本県         | テレビくまもと (TKU)     | フジテレビ系列                | 金曜 23:00 - 23:30 ↓ 月曜 23:00 - 23:30 | 同時ネット |
| 鹿児島県       | 鹿児島テレビ (KTS)       | フジテレビ系列                | 金曜 23:00 - 23:30 ↓ 月曜 23:00 - 23:30 | 同時ネット |
| 沖縄県         | 沖縄テレビ (OTV)         | フジテレビ系列                | 金曜 23:00 - 23:30 ↓ 月曜 23:00 - 23:30 | 同時ネット |
| 大分県         | テレビ大分 (TOS)         | 日本テレビ系列 フジテレビ系列 | 土曜0:58 - 1:28 （金曜深夜）            | 遅れネット |

#### TERRACE HOUSE BOYS & GIRLS IN THE CITY
| 放送対象地域   | 放送局                   | 系列           | 放送期間                                        | 放送日時                                                              | ネット状況 |
| -------------- | ------------------------ | -------------- | ----------------------------------------------- | --------------------------------------------------------------------- | ---------- |
| 関東広域圏     | フジテレビ (CX)          | フジテレビ系列 | 2015年10月13日 - 2016年10月25日                 | 火曜 0:55 - 1:25（月曜深夜）                                          | 制作局     |
| 北海道         | 北海道文化放送 (uhb)     | フジテレビ系列 | 2015年10月13日 - 2016年10月25日                 | 火曜 0:55 - 1:25（月曜深夜）                                          | 同時ネット |
| 岩手県         | 岩手めんこいテレビ (mit) | フジテレビ系列 | 2015年10月13日 - 2016年10月25日                 | 火曜 0:55 - 1:25（月曜深夜）                                          | 同時ネット |
| 宮城県         | 仙台放送 (OX)            | フジテレビ系列 | 2015年10月13日 - 2016年10月25日                 | 火曜 0:55 - 1:25（月曜深夜）                                          | 同時ネット |
| 山形県         | さくらんぼテレビ (SAT)   | フジテレビ系列 | 2015年10月13日 - 2016年10月25日                 | 火曜 0:55 - 1:25（月曜深夜）                                          | 同時ネット |
| 福島県         | 福島テレビ (FTV)         | フジテレビ系列 | 2015年10月13日 - 2016年10月25日                 | 火曜 0:55 - 1:25（月曜深夜）                                          | 同時ネット |
| 長野県         | 長野放送 (NBS)           | フジテレビ系列 | 2015年10月13日 - 2016年10月25日                 | 火曜 0:55 - 1:25（月曜深夜）                                          | 同時ネット |
| 岡山県・香川県 | 岡山放送 (OHK)           | フジテレビ系列 | 2015年10月13日 - 2016年10月25日                 | 火曜 0:55 - 1:25（月曜深夜）                                          | 同時ネット |
| 広島県         | テレビ新広島 (TSS)       | フジテレビ系列 | 2015年10月13日 - 2016年10月25日                 | 火曜 0:55 - 1:25（月曜深夜）                                          | 同時ネット |
| 佐賀県         | サガテレビ (STS)         | フジテレビ系列 | 2015年10月20日 -                                | 火曜 0:25 - 0:55（月曜深夜）                                          | 遅れネット |
| 静岡県         | テレビ静岡 (SUT)         | フジテレビ系列 | 2015年10月20日 -                                | 火曜 0:30 - 1:00（月曜深夜）                                          | 遅れネット |
| 石川県         | 石川テレビ (ITC)         | フジテレビ系列 | 2015年10月20日 -                                | 火曜 0:30 - 1:00（月曜深夜）                                          | 遅れネット |
| 新潟県         | 新潟総合テレビ (NST)     | フジテレビ系列 | 2015年10月20日 - 2016年9月27日 2016年10月18日 - | 火曜 0:30 - 1:00（月曜深夜） 火曜 2:00 - 2:30（月曜深夜）             | 遅れネット |
| 鹿児島県       | 鹿児島テレビ (KTS)       | フジテレビ系列 | 2015年10月21日 -                                | 水曜 0:30 - 1:00（火曜深夜）                                          | 遅れネット |
| 愛媛県         | テレビ愛媛 (EBC)         | フジテレビ系列 | 2015年10月24日 -                                | 土曜 0:45 - 1:15（金曜深夜）                                          | 遅れネット |
| 中京広域圏     | 東海テレビ (THK)         | フジテレビ系列 | 2015年10月24日 -                                | 第1 - 第3金曜深夜（土曜） 1:25 - 1:55 第4金曜深夜（土曜） 2:25 - 2:55 | 遅れネット |
| 富山県         | 富山テレビ (BBT)         | フジテレビ系列 | 2015年10月24日 -                                | 土曜 1:00 - 1:30（金曜深夜）                                          | 遅れネット |
| 福岡県         | テレビ西日本 (TNC)       | フジテレビ系列 | 2015年10月27日 - 2016年3月8日 2016年10月10日 -  | 火曜 0:25 - 0:55（月曜深夜） 火曜 2:25 - 2:55（月曜深夜）             | 遅れネット |
| 熊本県         | テレビくまもと (TKU)     | フジテレビ系列 | 2015年10月27日 -                                | 火曜 0:55 - 1:25（月曜深夜）                                          | 遅れネット |
| 福井県         | 福井テレビ (FTB)         | フジテレビ系列 | 2015年10月30日 -                                | 金曜 0:40 - 1:10（木曜深夜）                                          | 遅れネット |
| 長崎県         | テレビ長崎 (KTN)         | フジテレビ系列 | 2015年10月30日 -                                | 金曜 1:45 - 2:15（木曜深夜）                                          | 遅れネット |
| 沖縄県         | 沖縄テレビ (OTV)         | フジテレビ系列 | 2015年11月3日 -                                 | 火曜 1:25 - 1:55（月曜深夜）                                          | 遅れネット |

- 各局とも後述のネットフリックス配信回の再編集版を放送[11]。

- フジテレビ以外の一部同時ネット局で、本番組の直前の時間帯に放送されていた『あしたのニュース』直後の番宣ミニ番組を放送せず、制作局の放送時間より5～10分繰り上げの上、同局からの裏送りで先行ネットした系列局・日時は以下の通り。
  - 第2回…北海道文化放送・さくらんぼテレビ・テレビ新広島のみ10分先行
  - 第3回…北海道文化放送・テレビ新広島のみ10分先行
  - 第6回…北海道文化放送のみ5分先行
  - 第10回…さくらんぼテレビのみ10分先行

## スタッフ

### TERRACE HOUSE BOYS & GIRLS IN THE CITY
- CAM：吉原輝久、下村哲郎、佐野潤
- AUD：沖田一亮、加藤誠、小竹聡子
- EED：杉山友宣
- MA：山岡俊
- 選曲：高島慎太郎
- 広報：齋田悠（フジテレビ）
- PR：小柳麻希子
- HP制作：宮門裕
- グラフィックマネージメント：小泉雄士
- グラフィックデザイン：吉良進太郎
- SP Thanks：塩澤宏平、フジパシフィックミュージック
- 美術：高砂浩明、藤本萌乃
- 美術助手：竹松ありさ
- 美術製作：奥谷駿友、水野恵奈マーガレット
- 美術装飾：近江恵美子、松本亜子
- 大道具：石川大輔（agirD）、飯沼慶介（NVC）
- 美術協力：ヌーベルバーグ、NVC、agirD、ロイヤルリゾート他
- 制作協力：上林千秋、當銀誉之（當銀→以前は車両）
- 技術協力：LOOP、Ray
- 撮影協力：マスターウィール東京、TOPLOG
- スタイリスト：小松千鶴、奥村渉、柏木作夢、本田博仁
- ヘアメイク：諏訪部留美、中山友恵、Karin lizuka、越智めぐみ
- 車両：有限会社軽井沢観光
- AD：菊地諒、梅原萌、菅原萌子、吉村浩志、金岡七星
- AP：磯崎ちえ(千絵)、小田鮎子、尾上沙碧(惣)
- ディレクター：岡野耕太、新井田洋、手島美奈、西本隆洋、有働陽将、平井恵祐、宮入遥
- 演出：前田真人
- エグゼクティブプロデューサー：坂本和隆（ネットフリックス）
- プロデューサー：鈴木康祝、伊藤才聞（伊藤→以前はディレクター）、村上正成（フジテレビ）
- チーフプロデューサー：太田大（フジテレビ）、松本彩夏
- 制作著作：フジテレビジョン、EAST

過去
- MA：岩崎勇也
- 広報：瀧澤航一郎、池田みのり（フジテレビ）
- SP Thanks：丹羽浩之、荒木浩二
- 美術製作：赤石潤
- 車両：国松雅博
- コンテンツデザイン：下川猛（フジテレビ）

### テレビ番組
現在
- ナレーション：森本レオ（2014年1月6日）
- 編成企画：太田大（フジテレビ）
- CAM：吉原輝久
- AUD：沖田一亮
- 編集：杉山友宣、江島翼
- MA：岩崎勇也
- データマネージャー：門馬英行
- CG：田辺秀伸
- 音響効果：高島慎太郎
- 美術：高砂浩明
- 美術助手：伊庭千尋
- 美術製作：赤石賢
- 広報：瀧澤航一郎（フジテレビ）
- デジタルコンテンツ：荒木浩二（フジテレビ）
- 広報宣伝：福田佳代（フジテレビ）
- HP制作：宮門裕
- ポスターマネージメント：小泉雄士
- ポスターデザイン：吉良進太郎
- 制作協力：上林千秋
- 技術協力：LOOP、DEEP、McRAY
- 車両：當銀誉之　國松雅博
- 美術協力：ヌーベルバーグ、NVC、タイトフィット他
- スーパーバイザー：波多野健（2014年9月29日）
- AD：尾上沙碧、平井恵祐、菊地諒、谷悠里、川島侑芽乃
- AP：磯崎千絵、小田鮎子
- ディレクター：岡野耕太、新井田洋、西本隆洋、山本慶太、伊藤才聞
- 演出：前田真人
- プロデューサー：鈴木康祝
- チーフプロデューサー：松本彩夏
- 企画制作：フジテレビ
- 制作著作：イースト・エンタテインメント

過去
- 編成企画：高木明梨須（フジテレビ）
- CAM：倉渕宏幸
- 美術助手：栗林由紀子、小谷真沙美
- 制作協力：ダイジョブス、シオプロ
- AD：栗坪隆平、馬場健太郎、清水香菜子
- ディレクター：梅星隆、双津大地郎、日野智文、有田直美、丸谷水希、水口健司

## 映画
『テラスハウス クロージング・ドア』のタイトルで、2015年2月14日より全国東宝系で公開された。フジテレビ系列では『第8地区』枠を差し替える形で公開前の事前番組を2月10日（9日深夜）から2月13日（12日深夜）にかけて0:10 - 0:35で放送した。
全国160スクリーンで上映され、2月14日・15日 2日間の動員18万9,897人、興行収入2億5,113万2,500円の成績で公開初週の全国映画動員ランキング（興行通信社調べ）初登場1位となり、『ベイマックス』の7週連続1位を阻止した。客層は男女比43対57、10代から20代の年齢が7割以上を占め、テレビ版の視聴者でありラストを見届けたかったという意見が鑑賞動機の多くを占めた。
2015年5月16日から29日までの期間限定で、『テラスハウス クロージング・ドア 禁断の副音声版』を上映。テレビ番組のスタジオメンバーが出演している。

### キャスト
- 菅谷哲也（俳優）
- 小田部仁（Quick Japan編集者）
- 吉野圭佑（バスケットボール選手志望）
- 島袋聖南（モデル志望）
- 松川佑依子（会社員、グラビアアイドル）
- 和泉真弥（デザイナー志望）

禁断の副音声版のみの出演
- YOU[84]
- トリンドル玲奈[84]
- 登坂広臣（三代目 J Soul Brothers）[84]
- 山里亮太（南海キャンディーズ）[84]
- 馬場園梓（アジアン）[84]
- 徳井義実（チュートリアル）[84]

## 関連商品

### 書籍
- TERRACE HOUSE INSIDE（2014年1月28日、扶桑社、ISBN 978-4-594-60894-1）
- TERRACE HOUSE PREMIUM（2015年2月13日、太田出版、ISBN 978-4-778-31432-3）

### DVD/Blu-ray
| 発売日         | タイトル                        | 規格品番 |
| -------------- | ------------------------------- | --- |
| 2015年08月19日 | テラスハウス クロージング・ドア | PCBC-52447:ディレクターズ・エディションDVDBOX PCBC-52448:スタンダード・エディション PCXC-50113:ディレクターズ・エディションBlu-rayBOX |

## 他番組でのパロディ
- 女の子宣言!アゲぽよTV（毎日放送） - 「テラニシハウス」
  - 2014年1月16日未明（15日深夜）放送回。アゲぽよガールズの寺西永里のある1日に密着した内容。
- SMAP×SMAP（関西テレビ・フジテレビ） - 「テラスマハウス」
  - 2014年2月10日放送回。草彅剛が菅谷、瀧本美織が今井華に扮し、本人役で宮城と羅王丸が出演したコントで、本家の名場面を再現。同年3月3日放送分は中島健人も今井洋介役で出演。2014年5月19日の放送では「BISTRO SMAP」に筧、永谷、住岡、今井華、北原がゲストとして出演した。
- 有吉AKB共和国（TBS）
  - 「シラスハウス SHIRASU HOUSE  SHIRASU×GIRLS NEXT DOOR」
    - 2014年4月8日未明（7日深夜）放送回。同年3月のシラス漁解禁を受けて、シラスを使った様々な料理を、本家「テラスハウス」での数々のシーンや映像表現をまねて紹介。出演は野呂佳代・佐藤由加理（以上AKB48のOG）・おかざきなな・石神秀幸（本家での山里亮太の役回り）。

  - 「ハラスハウス HARASU HOUSE HARASU×GIRLS NEXT DOOR」
    - 2014年8月12日（11日深夜）放送回。「シラスハウス」と同様の手法で、「ハラスハウス」では、鮭のハラスを使った様々な料理を紹介。出演は本家テラスハウスの元住人である北原里英（当時AKB48）のほか、永尾まりや・田野優花（以上AKB48現役メンバー）・おかざきなな・佐藤由加理（AKB48のOG、VTRを観る役回りで本家でのYOUのポジションに近い）。
- 水曜日のダウンタウン（TBS） - 「モンスターハウス」
- 徳井義実のチャックおろさせて〜や(BSスカパー!)  -「ペロペロハウス」
  - フジテレビ系で放映されているバラエティ番組『テラスハウス』のパロディ企画。恋愛を求めて、1軒のコテージに集まる男女のなかに、一人だけフェラチオ大好きな女性（出演：彩城ゆりな）が混じっており、その状況の中でもカップルが成立するのかを定点カメラで撮影しクイズにする。MCの徳井自身が本家に出演していたり、フォーマットやBGMなどは本家を忠実に再現。当初はタイトルを「フェラスハウス」にすることも検討されたが、さすがに怒られると断念された。『ぽこxたて』に続き、本家である番組が相次いで終了している事が番組内で話題になっていた（第3回：長谷川しずく、第4回：乙葉ななせ）。
  - このコーナーに出演したEXIT・兼近が後にブレイクした。

## 事件前の評価
ネットフリックスで配信中のため世界各国で番組が視聴されており、軽井沢編の『TERRACE HOUSE OPENING NEW DOORS』が、米・TIME誌が発表した『2018年のベストテレビ番組10（The 10 Best TV Shows of 2018）』で6位に選出された。日本の番組では唯一のランクインとなった。
TIME誌だけでなく、The New York Timesや英・BBC Newsで取り上げられるなど、海外でも注目を浴びている。海外にもリアリティーショーは数多くあるが、それらの多くと違って派手な演出や展開のない日本の『テラスハウス』は海外の人にとって新鮮に映っているようで、『テラスハウスは豪華な家におおむね思いやりのあるシングルの若者たちが出会いを求めて集まった、極めて落ち着いたリアリティーショー』だと紹介している。